# Arménie au Concours Eurovision de la chanson 2014
L'Arménie est l'un des trente-sept pays participants au Concours Eurovision de la chanson 2014, qui se déroule à Copenhague, au Danemark. Le pays est représenté par le chanteur Aram MP3 et sa chanson Not Alone, sélectionnés en interne par le diffuseur arménien AMPTV.

## Sélection interne
L'Arménie a annoncé le 22 novembre 2013 sa participation au Concours Eurovision de la chanson 2014. Le diffuseur annonce, à la suite d'une sélection interne, le 31 décembre 2013 que le chanteur Aram Mp3 représentera le pays. Sa chanson Not alone est présentée le 14 mars 2014.

## À l'Eurovision
L'Arménie participe à la première demi-finale, le 6 mai 2014. Arrivant 4e avec 121 points, le pays se qualifie pour la finale du 10 mai. Lors de celle-ci, le pays atteint la 4e place avec 174 points.